# Густаво Поєт
Густаво Поєт (ісп. Gustavo Poyet, нар. 15 листопада 1967, Монтевідео) — уругвайський футболіст, що грав на позиції півзахисника. По завершенні ігрової кар'єри — футбольний тренер, останнім місцем роботи якого була національна збірна Греції у 2022–2024 роках.
Виступав, зокрема, за іспанський клуб «Реал Сарагоса», з яким став володарем Кубка Іспанії і Кубка Кубків УЄФА, та англійського «Челсі», у складі якого був володарем Кубка Англії, Суперкубка Англії, Кубка Кубків УЄФА та Суперкубка УЄФА. Також виступав за національну збірну Уругваю з якою став володарем Кубка Америки.

## Клубна кар'єра
Народився 15 листопада 1967 року в Монтевідео. Вихованець футбольної школи клубу «Рівер Плейт» (Монтевідео). Дорослу футбольну кар'єру розпочав 1986 року в основній команді того ж клубу, в якій провів три сезони.
У 1988–1989 роках виступав у французькому «Греноблі» з Другого дивізіону, після чого повернувся на батьківщину до «Рівер Плейта».
Своєю грою за останню команду привернув увагу представників тренерського штабу іспанському клубу «Реал Сарагоса», до складу якого приєднався 1990 року. Відіграв за клуб з Сарагоси наступні сім сезонів своєї ігрової кар'єри. Більшість часу, проведеного у складі сарагоського «Реала», був основним гравцем команди і допоміг команді виграти Кубок Іспанії 1994 року і Кубок Кубків УЄФА 1995 року.
В червні 1997 року на правах вільного агента уклав контракт з англійським «Челсі», у складі якого провів наступні чотири роки своєї кар'єри гравця. Граючи у складі «Челсі» також здебільшого виходив на поле в основному складі команди і був одним з головних бомбардирів команди, маючи середню результативність на рівні 0,34 голу за гру першості. За цей час виборов титул володаря Кубка англійської ліги, Кубка Англії, Суперкубка Англії, Кубка Кубків УЄФА та Суперкубка УЄФА.
Завершив професійну ігрову кар'єру у «Тоттенгем Готспур», за команду який виступав протягом 2001–2004 років.

## Виступи за збірну
1993 року дебютував в офіційних матчах у складі національної збірної Уругваю.
У складі збірної був учасником розіграшу Кубка Америки 1995 року в Уругваї, здобувши того року титул континентального чемпіона.
Протягом кар'єри у національній команді, яка тривала 8 років, провів у формі головної команди країни 26 матчів, забивши 3 голи.

## Кар'єра тренера
Розпочав тренерську кар'єру відразу ж по завершенні кар'єри гравця, 2006 року, увійшовши до тренерського штабу Денніса Вайза в клубі «Свіндон Таун».
Згодом був помічником у тренерських штабах клубів «Лідс Юнайтед» та «Тоттенгем Готспур».
2009 року очолив «Брайтон енд Гоув», де пропрацював до середини червня 2013 року. 23 червня уругвайський фахівець перебував у студії BBC як експерт по матчах Кубка конфедерацій, що проходив у Бразилії. По ходу програми ведучий зачитав Поєту текст заяви на офіційному сайті «Брайтона», в якому говорилося про звільнення тренера. Уругваєць спокійно поставився до новини про своє звільнення, додавши, що він, напевно, став першим тренером, який дізнався про свою відставку таким чином.
8 жовтня 2013 року на офіційному сайті англійського футбольного клубу «Сандерленд» з'явилася новина про призначення Поєта головним тренером клубу. Контракт було підписано на два роки. Робота з цією командою була не дуже вдалою і контракт до його завершення уругваєць не допрацював — 15 березня 2015 року його було звільнено за незадовільні результати, на той момент команда під його керівництвом встигла провести 60 матчів Прем'єр-ліги, в яких лише 14 разів змогла взяти гору над суперниками.
Наступним місцем роботи Поєта був грецький АЕК, до якого він прийшов наприкінці 2015 і де пропрацював лише до квітня 2016 — незважаючи на непогані результати команди продовженню співпраці з тренером завадив конфлікт з керівництвом клубу.
9 травня 2016 року підписав дворічний тренерський контракт з іспанським клубом «Реал Бетіс», із якого був звільнений в листопаді того ж року по причині поганих результатів команди в чемпіонаті.
29 листопада 2016-го був офіційно призначений на пост головного тренера «Шанхай Шеньхуа». Пропрацював у Китаї до 11 вересня 2017 року, коли пішов у відставку через незадовільні результати команди.
20 січня 2018 року очолив тренерський штаб французького «Бордо». У другій половині 2018/19 сезону зумів вивести клуб з кризи, піднявши його з зони вильоту на 6-те місце й кваліфікацію до єврокубків. Улітку 2018 в уругвайця стався конфлікт з керівництвом клубу через трансферну політику, на знак протесту він виставив на матч кваліфікації Ліги Європи півзахисника Юнусса Санкаре на позицію нападника. У той же час зазначалося, що тренер відхилив усіх 30 запропонованих скаутами кандидатів. 16 серпня 2018 Поєт на прес-конференції розкритикував керівництво клубу на чолі з власником Ніколя де Таверно, звинувативши їх у провальній трансферній кампанії та продажі Гаетана Лаборда без згоди тренера. Наступного дня президент клубу звільнив Поєта.
У лютому 2021 року очолив тренерський штаб гранда чилійського футболу «Універсідад Католіка». Розпочав роботу з перемоги у відкладеній грі на Суперкубок Чилі 2020 року. Утім згодом команда видала найгірший за попередні 10 років старт сезону, і вже у серпні того ж року контракт тренера було розірвано за згодою сторін.
3 лютого 2022 року уклав контракт з Грецькою федерацією футболу, очоливши тренерський штаб національної збірної Греції. Під його керівництвом греки стали переможцями Групи C2 Ліги націй УЄФА 2022—2023, здобувши таким чином підвищення до Дивізіону B на наступний розіграш турніру. Згодом керував діями грецьких футболістів в рамках відбору до Євро-2024. Напряму пробитися на континентальну першість їм не вдалося — вони посіли лише третє місце у своїй відбірковій групі. Утім успішний виступ у Лізі націй дозволив Греції стати учасницею плей-оф відбору, де вона розгромно здолала команду Казахстану (5:0), утім згодом поступилася у вирішальній грі у серії пенальті збірній Грузії. За декілька днів після останньої гри було оголошено про відхід уругвайського спеціаліста зі збірної Греції.

## Титули і досягнення

### Гравець
- Володар Кубка Іспанії з футболу (1):

«Реал Сарагоса»: 1993-94
- Володар Кубка англійської ліги (1):

«Челсі»: 1997-98
- Володар Кубка Англії (1):

«Челсі»: 1999-00
- Володар Суперкубка Англії з футболу (1):

«Челсі»: 2000
- Володар Кубка Кубків УЄФА (2):

«Реал Сарагоса»: 1994-95
«Челсі»: 1997-98
- Володар Суперкубка УЄФА (1):

«Челсі»: 1998
- Володар Кубка Америки (1):

1995

### Тренер
- Володар Суперкубка Чилі з футболу (1):

«Універсідад Католіка»: 2020